# Hans-Peter Wiendahl
Hans-Peter Wiendahl (* 11. Februar 1938; † 7. Juli 2019) war ein deutscher Maschinenbauingenieur und Hochschullehrer.

## Leben
Hans-Peter Wiendahl studierte nach einer Lehre als Facharbeiter die Fachrichtung Maschinenbau an der Staatlichen Ingenieurschule in Dortmund, um nach einer zweijährigen Tätigkeit bei der Hoesch AG Westfalenhütte in Dortmund das Studium des Maschinenbaus an der RWTH Aachen anzuschließen. Ein DAAD-Stipendium ermöglichte ihm ein zweisemestriges Studium am MIT in Cambridge USA, ehe er Wissenschaftlicher Assistent bei Herwart Opitz am Werkzeugmaschinenlabor der RWTH Aachen wurde. Dort promovierte er 1970, war danach als Oberingenieur tätig und habilitierte sich 1972 bei Opitz.
Es folgte eine siebenjährige Tätigkeit bei der Sulzer Escher-Wyss GmbH in Ravensburg, zunächst für zwei Jahre als Hauptabteilungsleiter Planung und Qualität, um danach für fünf Jahre die technische Leitung der Branche Papiermaschinen zu verantworten.
1979 erhielt Wiendahl einen Ruf an die Gottfried Wilhelm Leibniz Universität Hannover als Professor und Geschäftsführender Leiter des Instituts für Fabrikanlagen und Logistik in der Nachfolge des Gründers Hans Kettner. Diese Aufgabe nahm er bis zu seiner Pensionierung im Jahre 2003 wahr. Das von Kettner vorgeschlagene Trichtermodell des Fertigungsablaufs wurde in dieser Zeit auf die ganze Fabrik einschließlich Lagerhaltung und Montage erweitert und die logistischen Kennlinien entwickelt. In der Fabrikplanung entstand das Konzept der wandlungsfähigen Fabrik und in der Handhabungstechnik die aerodynamische Teileordnung und -zuführung.
Von 1988 bis 1992 war Wiendahl neben fakultätsinternen Selbstverwaltungsaufgaben als Vizepräsident Forschung seiner Universität engagiert und von 1996 bis 1999 Vorsitzender der Planungsgruppe der Haushalts- und Planungskommission HPK.
Im Jahre 1988 gründete er auf Initiative von Hans Kurt Tönshoff zusammen mit ihm und Eckard Doege die CIM-Fabrik Hannover, später Institut für Integrierte Produktion Hannover (IPH), der er bis 2005 als Mitglied der Geschäftsführung verbunden war.
Wiendahl war in Beratungskommissionen mehrerer Fördereinrichtungen tätig. So als Fachgutachter der AIF Arbeitsgemeinschaft Industrieller Forschungsvereinigungen Gruppe 3 (Organisation) von 1985 bis 2015, davon deren Vorsitzender von 1993 bis 1996, als Fachgutachter der DFG Deutsche Forschungsgemeinschaft 1985 bis 2012, davon als Fachausschussvorsitzender Maschinenbau von 1989 bis 1996 sowie als Mitglied im Lenkungsausschuss des Programms „Forschung für die Produktion von morgen“ des Bundesministeriums für Bildung und Forschung von 1997 bis 2005.
Seine Mitgliedschaft in Akademien erstreckt sich seit 1984 auf die Hochschulgruppe Fertigungstechnik (HGF), heute Wissenschaftliche Gesellschaft für Produktionstechnik WGP (Vorsitz 1998/99), die Internationale Forschungsgemeinschaft für Mechanische Produktionstechnik CIRP seit 1989 (dort Vorsitz Scientific Standing Committee Organisation STC O von 2001 bis 2005), sowie auf die Deutsche Akademie der Technikwissenschaften acatech seit ihrer Gründung im Jahre 2002.

## Ehrungen und Auszeichnungen (Auszug)
- Herwart-Opitz-Ehrenmedaille des Vereins Deutscher Ingenieure (1990)
- Dr.-Ing. E. h. der Technischen Universität „Otto von Guericke“ Magdeburg (1998)[3]
- Dr. sc. h. c. der ETH Zürich (2003)
- Dr.-Ing. E. h. der Technischen Universität Dortmund (2005)
- Golden Medal der SME USA (2010)

## Werke (Auszug)
- Belastungsorientierte Fertigungssteuerung, München Hanser Verlag 1987
- Load Oriented Manufacturing Control, Springer Verlag Berlin, Heidelberg 1995
- Fertigungsregelung, Logistische Beherrschung von Fertigungsabläufen auf Basis des Trichtermodells, Carl Hanser Verlag, München Wien, 1997
- Betriebsorganisation für Ingenieure , 8. Auflage, München, Hanser Verlag 2014, zusammen mit seinem Sohn Hans-Hermann Wiendahl, 9. Auflage – vollständig überarbeitet,  2019
- mit B. Lotter (Hrsg.): Montage in der industriellen Produktion, 2. Auflage, Springer Verlag Berlin Heidelberg 2012
- mit P. Nyhuis: Logistische Kennlinien, Grundlagen, Werkzeuge und Anwendungen, 3. Auflage, Springer Verlag Berlin Heidelberg 2013
- mit J. Reichardt und P. Nyhuis: Handbuch Fabrikplanung, 2. Auflage, Hanser Verlag, München Wien 2014